# Lasse Sætre
Lasse Sætre (ur. 10 marca 1974 w Oslo) – norweski łyżwiarz szybki, brązowy medalista olimpijski i brązowy medalista mistrzostw świata.

## Kariera
Specjalizował się w długich dystansach. Pierwszy medal wywalczył w 2002 roku, kiedy zajął trzecie miejsce w biegu na 10 000 m podczas igrzysk olimpijskich w Salt Lake City. W zawodach tych wyprzedzili go jedynie dwaj Holendrzy: Jochem Uytdehaage oraz Gianni Romme. Blisko kolejnego medalu był na rozgrywanych cztery lata później igrzyskach olimpijskich w Turynie, gdzie wspólnie z kolegami zajął czwarte miejsce w biegu drużynowym i piąty na dystansie 10 000 m. W 2003 roku na tym samym dystansie zdobył brązowy medal podczas mistrzostw świata w łyżwiarstwie szybkim na dystansach w Berlinie. Lepsi okazali się tylko Holendrzy: Bob de Jong i Carl Verheijen. Zajął też między innymi czwarte miejsce w biegu na 10 000 m na dystansowych mistrzostwach świata w Nagano, gdzie w walce o podium wyprzedził go Niemiec Frank Dittrich. Czterokrotnie stawał na podium zawodów Pucharu Świata, ale nigdy nie zwyciężył. W sezonach 2001/2002 i 2002/2003 zajmował drugie miejsce w klasyfikacji końcowej na 5000 m/10 000 m.
Jego żona, Ester Stølen również uprawiała łyżwiarstwo szybkie.